# أوزوالد حسين
أوزوالد حسين (بالإنجليزية: Oswald Hussein)‏ هو نحات غياني، ولد في 1954 في إرسالية القديس كوثبرت ‏ في غيانا.